# Nakagawa Hidenari
Pour les articles homonymes, voir Nakagawa (homonymie).
Nakagawa Hidenari est un nom japonais traditionnel ; le nom de famille (ou le nom d'école), Nakagawa, précède donc le prénom (ou le nom d'artiste).
Nakagawa Hidenari (中川 秀成, 1570-9 septembre 1612) est un daimyo de l'époque Azuchi Momoyama et du début de l'époque d'Edo de l'histoire du Japon. Il est le deuxième fils de Nakagawa Kiyohide.
En 1582, Kiyohide meurt à la bataille de Shizugatake et Hidemasa, le frère de Hidenari, lui succède à la tête de la famille. Cependant, Hidemasa meurt jeune en 1592 et Hidenari lui succède à la tâte de la famille et du domaine. Grâce aux services rendus sous Toyotomi Hideyoshi, il est bientôt transféré au domaine d'Oka dans la province de Bungo, avec une augmentation de revenus de 66 000 à 74 000 koku. En 1597, Hidenari prend part à la deuxième invasion de la Corée sous le commandement de Tōdō Takatora.
En 1600, à la bataille de Sekigahara, il se range aux côtés de l'armée de l'Est, attaque et défait Ota Kazuyoshi au château d'Usuki. En remerciement, Tokugawa Ieyasu lui laisse son domaine sans l'importuner.

## Source de la traduction
- (en) Cet article est partiellement ou en totalité issu de l’article de Wikipédia en anglais intitulé « Nakagawa Hidenari » (voir la liste des auteurs).